# Paradiarsia
Paradiarsia é um gênero de traça pertencente à família Arctiidae.